# Canscora diffusa
Espèce
Synonymes
- Canscora decurrens Dalzell[1]
- Canscora foliosa D.Don[1]
- Canscora khandalensis Santapau[1]
- Canscora lancifolia Miq. ex C.B.Clarke[1]
- Canscora pauciflora Dalzell[1]
- Canscora rubiflora X.X.Chen[1]
- Canscora stricta Sedgw.[1]
- Canscora tenella Wall. ex Wight[1]
- Cobamba dichotoma Blanco[1]
- Exacum diffusum (Vahl) Willd.[1]
- Exacum erectum (R.Br.) Roth[1]
- Exacum tenellum Wall.[1]
- Gentiana diffusa Vahl[1] [2]
- Orthostemon erectus R. Br.[1]
- Orthostemon huegelii Griseb.[1]
- Pladera virgata Roxb.[1]
- Striga esquirolii H. Lév.[1]

Canscora diffusa (Vahl) R.Br. est une espèce d'arbres de la famille des Gentianaceae et du genre Canscora, selon la classification phylogénétique. 

## Description
Cette espèce se développe dans des habitats très variés : prairies subhumides, séches et subarides. Elle se trouve également dans les broussailles ou les zones humides d'eaux douces. L'espèce est présente en Afrique et en Asie de 0 à 1 000 mètres d'altitude . 

## Liste des variétés
Selon Tropicos (25 juillet 2017) (Attention liste brute contenant possiblement des synonymes) :
- variété Canscora diffusa var. tenella C.B. Clarke
- variété Canscora diffusa var. tetraptera Naik & Pokle